# Нортамберленд
Норта́мберленд (англ. Northumberland, МФА: [nɔrˈθʌmbərlənd]) — графство в Англії.

## Опис

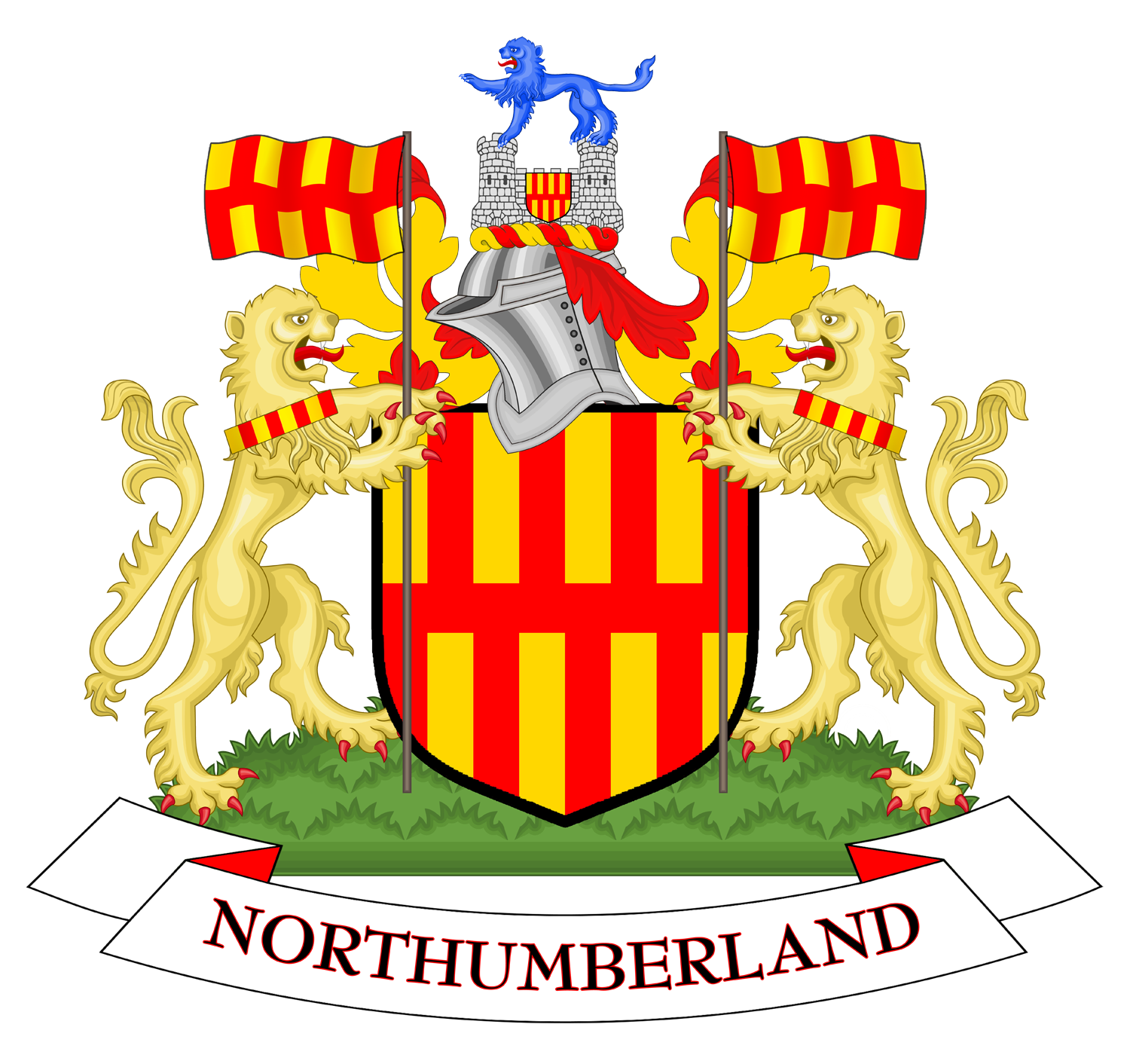
Герб Нортумберленду

На півночі Нортамберленд межує з Шотландією. Місто Морпет є адміністративним центром графства з 1974 року, відколи було утворене графство Тайн і Вір, однак столицею графства вважається місто Елнвік.
На території графства знаходилося Королівство Нортумбрія. Історично графство охоплювало землі на північ від річки Тайн, включно з Ньюкаслом.